# Douglas López
Douglas Andrey López Araya (* 21. September 1998 in Alajuela) ist ein costa-ricanischer Fußballspieler.

## Karriere

### Verein
Zum Jahresstart 2019 wechselte er von der zweiten Mannschaft des Santos FC in den Kader der ersten. Nach ein paar Jahren hier wechselte er weiter zum CS Herediano, verblieb per Leihe erst einmal aber noch bei seinem alten Klub. Seit Sommer 2022 steht er nun fest im Kader von Herediano.

### Nationalmannschaft
Sein Debüt in der costa-ricanischen Nationalmannschaft hatte er am 30. März 2022 bei einer 0:2-Niederlage gegen die USA bei der Qualifikation für die Weltmeisterschaft 2022. Hier wurde er in der 68. Minute für Brandon Aguilera eingewechselt. Anschließend kam er noch jeweils bei Freundschaftsspielen im September und November des Jahres zum Einsatz. Schließlich wurde er dann auch für den finalen Turnier-Kader bei der Weltmeisterschaft 2022 nominiert.